# Bartosz Soćko
Bartosz Soćko (* 10. November 1978 in Piaseczno) ist ein polnischer Schachspieler.

## Leben
Als Jugendlicher gewann Soćko 1994 die polnische U16-Meisterschaft und 1995 die U18-Meisterschaft. Er nimmt seit 1995 regelmäßig an den Meisterschaften Polens teil. 2003 und 2005 wurde er Vize-Meister, 2008 konnte er die polnische Einzelmeisterschaft zum ersten Mal gewinnen. Seit 1999 trägt er den Großmeistertitel. 2006 gewann Soćko gemeinsam mit Robert Kempiński das Rubinstein-Memorial in Polanica-Zdrój.
Bartosz Soćko nahm zweimal am Schach-Weltpokal teil. 2007 erreichte er durch einen Sieg gegen Wladimir Georgiew die zweite Runde, in der er an Zoltán Almási scheiterte, 2011 unterlag er in der ersten Runde Viktor Bologan.
Seine Ehefrau Monika (geb. Bobrowska) trägt ebenfalls den Großmeistertitel. Das Ehepaar hat drei Kinder.

## Nationalmannschaft
Soćko ist seit Ende der 1990er Jahre Mitglied der polnischen Nationalmannschaft. Er nahm an allen acht Schacholympiaden von 2000 bis 2014 und allen acht Mannschaftseuropameisterschaften von 1999 bis 2013 teil. Auf der Schacholympiade 2000 in Istanbul errang er die Bronzemedaille für sein Individualergebnis am vierten Brett, bei der Mannschafts-EM 2003 erreichte er das zweitbeste Einzelergebnis der Reservespieler.

## Vereine
In der polnischen Mannschaftsmeisterschaft spielte Soćko von 1994 bis 2008 für Polonia Warschau, mit denen er 1996, 1999, 2000, 2001, 2002, 2003, 2004, 2005 und 2006 polnischer Mannschaftsmeister wurde, 2001, 2003 und 2004 den polnischen Supercup gewann, und bei acht Teilnahmen am European Club Cup fünf zweite Plätze erreichte. Seit 2009 spielt er für die Mannschaft von WASKO HetMaN Szopienice (seit 2015 WASKO HETMAN Katowice), mit der er 2010, 2013, 2015, 2016, 2017, 2018 und 2019 polnischer Mannschaftsmeister wurde.
In Deutschland spielte Soćko in der Saison 1996/97 mit der zweiten Mannschaft des Hamburger SK in der 2. Bundesliga Nord. In der Saison 1999/2000 spielte er für den Dresdner SC in der 1. Bundesliga, von 2003 bis 2009 spielte er beim SC Kreuzberg in der deutschen Schachbundesliga. Von 2010 bis 2017 spielte Soćko für den USV TU Dresden, unter anderem in der Saison 2011/12 und von der Saison 2014/15 bis zur Saison 2016/17 in der 1. Bundesliga. Seit der Saison 2018/19 spielt er für die Schachabteilung des FC St. Pauli in der 2. Bundesliga. In der österreichischen 1. Bundesliga spielte er von 2007 bis 2013 für den SK Advisory Invest Baden, mit dem er 2007/08 und 2011/12 Meister wurde und am European Club Cup 2008 teilnahm. In der tschechischen Extraliga spielte Soćko in der Saison 2001/02 für den ŠK DP Holdia Prag und von 2003 bis 2006 für den ŠK Hagemann Opava (ab 2004 ŠK Lokomotiva Brno), mit dem er 2004 tschechischer Mannschaftsmeister wurde. Seit 2015 spielt Soćko für AD Mahrla Prag. In der schwedischen Elitserien spielt er seit der Saison 2014/15 für den SK Rockaden Stockholm und wurde mit diesem 2016, 2021, 2023 und 2024 schwedischer Mannschaftsmeister, in der spanischen Mannschaftsmeisterschaft spielte er 2005 und 2007 für CA Alzira-Hilaturas Presencia sowie 2020 für CA Solvay. Die slowakische Extraliga gewann er 2019 mit TJ Inbest Dunajov.